# Emelie Henning
Emelie Henning (Stoccolma, 4 aprile 1999) è un'ex sciatrice alpina svedese.

## Biografia
Specialista delle prove tecniche figlia di Niklas, a sua volta sciatore alpino, e attiva dal novembre del 2015, Emelie Henning ha esordito in Coppa Europa il 19 gennaio 2017 a Melchsee-Frutt in slalom speciale e in Coppa del Mondo il 23 novembre 2019 a Levi nella medesima specialità, in entrambi i casi senza completare la prova. Il 21 dicembre 2019 ha ottenuto l'unica vittoria, nonché primo podio, in Coppa Europa, a Plan de Corones in slalom parallelo; inattiva dal marzo del 2020 per infortunio, è tornata alle gare nel novembre del 2022 e il 17 dicembre dello stesso anno ha ottenuto in Valle Aurina in slalom speciale il suo secondo e ultimo podio in Coppa Europa (3ª). Ha preso per l'ultima volta il via in Coppa del Mondo il 13 marzo 2024 a Åre in slalom speciale, senza completare la prova (non ha portato a termine nessuna delle 14 gare nel massimo circuito alle quali ha preso parte) e si è ritirata al termine di quella stessa stagione 2023-2024: la sua ultima gara è stata uno slalom speciale FIS disputato il 12 aprile a Lindvallen. Non ha preso parte a rassegne olimpiche o iridate.

## Palmarès

### Coppa Europa
- Miglior piazzamento in classifica generale: 25ª nel 2020
- 2 podi:
  - 1 vittoria
  - 1 terzo posto

#### Coppa Europa - vittorie
| Data             | Località        | Paese  | Specialità |
| ---------------- | --------------- | ------ | ---------- |
| 21 dicembre 2019 | Plan de Corones | Italia | PR         |

Legenda:

PR = slalom parallelo

### Campionati svedesi
- 2 medaglie:
  - 2 bronzi (combinata nel 2017; slalom speciale nel 2024)